# Hockey in-line ai World Skate Games
L'hockey in-line è inserito nel programma dei World Skate Games dalla prima edizione che si è svolta nel 2017.

## Edizioni
| Giochi | Anno | Sede         | Gare |
| ------ | ---- | ------------ | ---- |
| I      | 2017 | Nanchino     | 4    |
| II     | 2019 | Barcellona   | 4    |
| III    | 2022 | Buenos Aires | 4    |
| IV     | 2024 | Roma         | 4    |

## Medagliere complessivo
Aggiornato alla quarta edizione
| Posiz. | Nazione       | Oro | Argento | Bronzo | Totale |
| ------ | ------------- | --- | ------- | ------ | ------ |
| 1      | Stati Uniti   | 5   | 5       | 2      | 12     |
| 2      | Spagna        | 3   | 4       | 2      | 8      |
| 3      | Rep. Ceca     | 2   | 3       | 1      | 6      |
| 4      | Francia       | 2   | 1       | 3      | 6      |
| 5      | Taipei cinese | 2   | 0       | 0      | 2      |
| 6      | Namibia       | 1   | 0       | 1      | 2      |
| 7      | Slovacchia    | 1   | 0       | 0      | 1      |
| 8      | Italia        | 0   | 3       | 2      | 5      |
| 9      | Canada        | 0   | 0       | 2      | 2      |
| 9      | Colombia      | 0   | 0       | 2      | 2      |
| 11     | Nuova Zelanda | 0   | 0       | 1      | 1      |
| Totale | Totale        | 16  | 16      | 16     | 48     |